# Güneşli, Gördes
Güneşli là một thị trấn thuộc huyện Gördes, tỉnh Manisa, Thổ Nhĩ Kỳ. Dân số thời điểm năm 2011 là 2.427 người.